# Juan Mera González
Juan Mera González (n. Gijón, 22 de noviembre de 1993), más conocido como Juan Mera, es un futbolista español que juega en la demarcación de delantero y actualmente juega en el Minerva Punjab Football Club de la I-League.

## Trayectoria
Nacido en Gijón, Asturias, Mera ingresó en la cantera del Real Sporting de Gijón a los 9 años de edad. Más tarde, llegaría a ser internacional con la selección de fútbol sub-16 de España. Debutó con el Real Sporting de Gijón "B" en la temporada 2010-11, jugando su primer partido el 29 de agosto de 2010 contra la Gimnástica Torrelavega. 
En las filas del filial del Real Sporting de Gijón estaría hasta la temporada 2015-16, es decir, permaneciendo en el Real Sporting de Gijón "B" durante cinco campañas, en las que superó la barrera de los 100 partidos en la Segunda División B y marcaría un total de 21 goles. 
En la temporada 2016-17, Mera tenía contrato para ser jugador del primer equipo pero Abelardo Fernández no contaba con él. Entonces, el 19 de agosto de 2016 fichó por el Real Club Celta de Vigo y, aunque militó en su filial dirigido por Alejandro Menéndez, ese mismo año llegó a debutar con el primer equipo en un encuentro amistoso en Ferrol a las órdenes de Eduardo Berizzo.
Tras salir del Real Club Celta de Vigo "B" pasaría por varios club de Segunda División B como el Racing Club de Ferrol y el Club Deportivo Teruel en el que jugó durante 12 partidos durante la primera vuelta de la temporada 2018-19.
El 31 de enero de 2019, reforzó a la Sociedad Deportiva Leioa para lo que restaba de temporada.
El 24 de agosto de 2019, se marchó al extranjero para firmar con el East Bengal de la I-League. Hizo su debut profesional en la I-League el 4 de diciembre de 2019, en un partido contra el Real Kashmir FC, donde realizó una asistencia de gol y también fue nombrado MVP del partido.
Durante la temporada 2019-20, coincidió en la delantera del East Bengal con el canterano sportinguista Jaime Santos con el que formó dupla en la delantera del conjunto indio, en el que Juan jugaría 16 partidos y anotaría dos goles, acabando su contrato en mayo de 2020 con el conjunto indio tras el parón de la I-League por el coronavirus.
El 23 de septiembre de 2022, firma por el Minerva Punjab Football Club de la I-League.

## Clubes
| Club                         | País   | Año       |
| ---------------------------- | ------ | --------- |
| Real Sporting de Gijón "B"   | España | 2010-2016 |
| Real Club Celta de Vigo "B"  | España | 2016-2017 |
| Racing Club de Ferrol        | España | 2017-2018 |
| Club Deportivo Teruel        | España | 2018      |
| Sociedad Deportiva Leioa     | España | 2019      |
| East Bengal                  | India  | 2019-2020 |
| Minerva Punjab Football Club | India  | 2022-     |